# Axia margarita
Axia margarita é uma espécie de insetos lepidópteros, mais especificamente de traças, pertencente à família Cimeliidae.
A autoridade científica da espécie é Hübner), tendo sido descrita no ano de 1813.
Trata-se de uma espécie presente no território português.